# Drottning Ulrika Eleonora (1680)
Drottning Ulrika Eleonora var ett svenskt 70-kanoner linjeskepp, byggt 1680 på Kalmar amiralitetsvarv under ledning av skeppsbyggmästaren Gunnar Roth. Hon namnändrades till Prinsessan Ulrika Eleonora 1692 och till Victoria 1694.
Fartyget deltog i expeditionen mot Danmark 1700. Det sänktes 1714 väster om Söderstjärna vid Karlskrona örlogsvarv.